# Església Ortodoxa d'Antioquia
L'Església Ortodoxa d'Antioquia, que té el nom històric de Patriarcat Ortodox Grec d'Antioquia i de tot l'Orient, és una de les esglésies autocèfales integrades en la comunió ortodoxa.